# Consorteria (Medioevo)

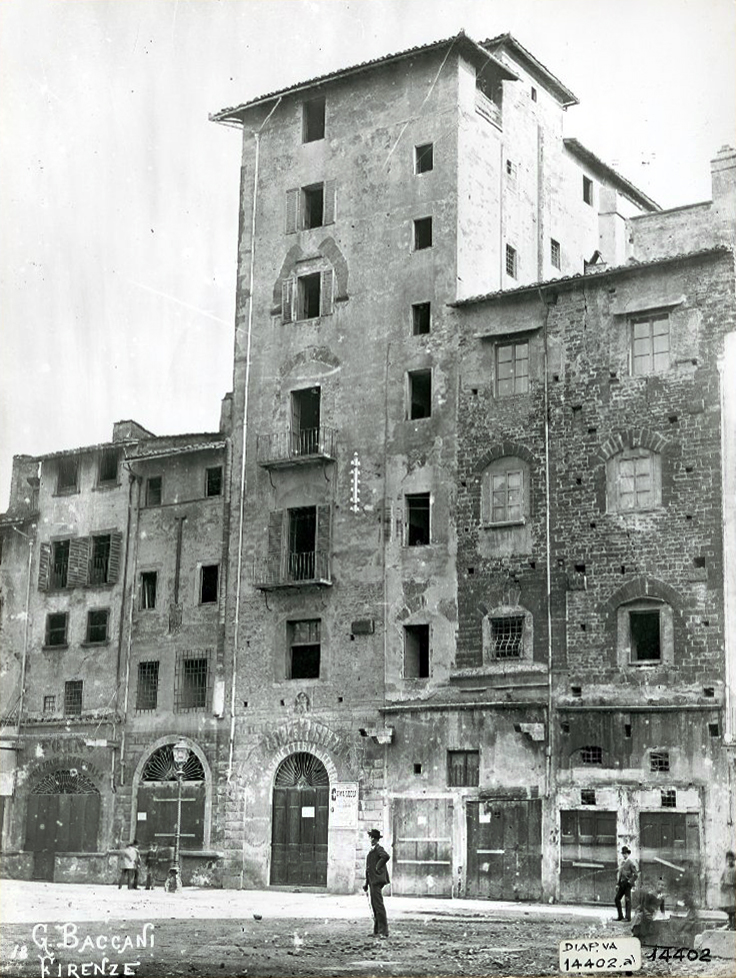
La Torre dei Caponsacchi a Firenze, proprietà di una consorteria in epoca medievale.

La consorteria (conosciuta anche come consorzio, in latino consortium, "condivisione della medesima sorte") era un istituto giuridico medievale che legava diversi rami di una o più famiglie nobili. 

## Storia
All'origine delle consorterie va individuata la necessità delle famiglie aristocratiche di preservare il proprio patrimonio dal frazionamento tra tutti gli eredi maschi e dunque porre un limite alla dissoluzione del proprio lignaggio. Inoltre, formare una consorteria permetteva a queste famiglie di rafforzare il proprio potere politico, soprattutto in contesti come l'Italia comunale dove la competizione per il potere era più intensa.
La formazione dei consortili era più avvertita nei momenti di maggior conflittualità, come verso la fine del XII secolo quando le lotte all'interno dell'aristocrazia consolare si fecero più forti o nella seconda metà del Duecento, con l'affermazione del Popolo e la reazione contro i Magnati.

## Caratteristiche
I consortili erano organismi istituiti tramite un atto notarile che prevedeva le forme di gestione collettiva dei beni comuni e regolava i rapporti interni al lignaggio, assicurando la pace evitando conflitti interni. Queste società però non erano necessariamente formati da un'unica famiglia e spesso raggruppavano più gruppi parentali creando una sorta di "famiglia artificiale" che poteva prendere il nome dalla casata più importante. Dunque, le consorterie ponevano le basi per alleanze politiche e militari tra diverse famiglie aristocratiche.
Spesso le consorterie avevano come compito principale la gestione comune di certe proprietà come palazzi, ponti e soprattutto torri, le quali caratterizzavano il paesaggio urbano di molte città italiane nel medioevo. Generalmente, il patto prevedeva che le proprietà consortili non potessero essere alienate al di fuori dell'accordo, che al tempo stesso fungevano da elemento di coesione dello stesso.
Obiettivo principale della consorteria era comunque evitare la disgregazione del patrimonio e dei rapporti familiari, in modo tale che nonostante la successione l'eredità rimanesse all'interno della famiglia. Tuttavia, quella consortile rappresentava solamente una delle diverse procedure per regolare l'eredità in epoca medievale: altri modi erano la divisione in quote uguali fra tutti i figli maschi, il fedecommesso, o ancora forme di privilegio come la primogenitura, il maggiorascato o il seniorato.

## Diffusione
Fu un fenomeno particolarmente diffuso nel Piemonte (Romagnano, Avogadro, Sannazzaro, Piossasco, Robaldini). Altri esempi notevoli furono quelli delle consorterie dei Colonna e dei Piccolomini.
In alcune città piemontesi come Asti e Chieri, ma anche a Genova, i consortili presero il nome di alberghi o hospitia; questi istituti raggruppavano diverse famiglie e individui attorno ad un clan principale che forniva il proprio nome e i colori all'intero gruppo. Nella Repubblica di Genova i primi alberghi furono fondati tra il 1267 e il 1270 dalle grandi casate dei Doria, dei Fieschi, dei Grimaldi e degli Spinola.